# Apostasia latifolia
Apostasia latifolia ist eine Pflanzenart aus der Gattung Apostasia in der Familie der Orchideen (Orchidaceae). Sie stammt von der malaiischen Halbinsel.

## Beschreibung
Apostasia latifolia wächst als ausdauernde krautige Pflanzen, die Wuchshöhen von bis zu 35 cm erreicht. Sie bildet ein Rhizom; die Wurzeln entspringen aber auch von den Basen der unteren Laubblätter. Die Wurzeln weisen einen Durchmesser von 2,5 bis 3 mm auf. Die in Abständen an der Sprossachse angeordneten Laubblätter besitzen eine Länge von 10 bis 30 cm bei einer Breite von 1,8 bis 3 cm und die Verlängerung an der Blattspitze misst 3 bis 6 mm. Die lanzettlich bis oval geformte Blattspreite endet in einer fadenförmig ausgezogenen Spitze und enthält 30 bis 50 Längsadern, von denen fünf deutlich hervortreten.
Der rispige Blütenstand besitzt bis zu fünf Seitenäste, ist übergeneigt und enthält 13 bis 27 Blüten. Die Blütezeit reicht von August bis Dezember. Am Blütenstandsschaft befinden sich keine Hochblätter, die Tragblätter der Blüten sind schmal oval, spitz, 3 bis 8 mm lang und 1 bis 2 mm breit, auch sie enden in einer fadenförmigen, 0,5 mm langen Spitze. Die Blüten sind 1,4 bis 2,4 cm groß. Sepalen und Petalen unterscheiden sich kaum, sie sind jeweils 3,7 bis 5 mm lang und 0,8 mm breit, sie sind zurückgebogen und besitzen eine kleine aufgesetzte Spitze. Die Lippe ist von den anderen Blütenblättern nicht zu unterscheiden. Der Fruchtknoten ist 1 bis 1,8 cm lang und misst 1,5 bis 1,8 mm im Durchmesser. Die Säule besteht aus zwei fruchtbaren Staubblättern und dem Griffel, die alle am Grund miteinander verwachsen sind. Die Säule wird 0,8 bis 1,2 mm lang und ist nicht gebogen. Die Staubblätter sind 2,1 bis 3,8 mm lang, sie werden vom Griffel noch um 0,2 bis 0,7 mm überragt. Die Staubfäden sind nur für ein kurzes Stück frei, die Staubbeutel haften aneinander. Die Narbe ist undeutlich zwei- oder dreilappig.
Die hellgrüne Kapselfrucht misst 11 bis 18 mm in der Länge und 1,7 bis 1,8 mm im Durchmesser.

## Vorkommen
Apostasia latifolia ist im Süden der malaiischen Halbinsel beheimatet. Standorte sind aus Perak, Pahang und Malakka bekannt. Die Standorte liegen in höher gelegenen Wäldern.

## Systematik
Die Erstbeschreibung von Apostasia latifolia erfolgte 1889 von Robert Allen Rolfe in Journal of the Linnean Society, Botany, 25, S. 242–243. Innerhalb der Gattung Apostasia ordnet de Vogel 1969 Apostasia latifolia in die Sektion Adactylus ein; in dieser Sektion sind im Gegensatz zur zweiten Sektion Apostasia zwei fruchtbare Staubblätter und kein Staminodium vorhanden. Nach R. Govaerts ist auch Apostasia elliptica J.J.Sm. keine eigenständige Art, sondern ein Synonym von Apostasia latifolia Rolfe.